# 동아에스티
동아에스티는 동아제약에서 인적 분할하여 2013년 3월 1일에 설립된 신설법인으로 모기업은 동아쏘시오홀딩스이다. 주력 사업으로는 전문의약품 제조, 판매 및 연구 개발 등이다.

## 같이 보기
- 레드엔비아